# Adam Yauch
Adam Nathaniel Yauch, (más néven MCA vagy Nathaniel Hörnblowér) (Brooklyn, New York, 1964. augusztus 5. – New York, 2012. május 4.) háromszoros Grammy-díjas amerikai zenész, a Beastie Boys  hiphoptrió alapító tagja.

## Élete
A  Bard Collegeben tanult, mikor basszusgitáron kezdett játszani. 
Ekkoriban lépett fel először a Beastie Boysszal, de ekkor még  hardcore punk zenét játszottak.
Amikor 22 éves lett, Rick Rubin producer szárnyai alatt kiadták első hiphop lemezüket a Def Jam Records kiadónál.
A Beastie Boyson kívül Yauch sok más dologgal is foglalkozott. Bár zsidó családba született, gyakorló buddhista és politikai aktivista is volt. Aktív tagja volt a Free Tibet mozgalomnak, amely
szolidaritást vállal a  dalai lámával, és nyomást  próbál gyakorolni a Kínai Népköztársaságra az emberi jogok  érvényesítésért Tibetben.
1996-ban közreműködött az első  San Franciscó-i Tibetan Freedom Concert megszervezésében. Felesége, Dechen Wangdu New York-i, de szülei tibetiek.
Egy közös gyerekük van.
A  „Nathaniel Hörnblowér” álnevet használva ő volt több Beastie Boys videóklip rendezője is.
1994-ben debütált Hörnblowérként televízióban az MTV Video Music Awardson.
Ő rendezte a 2006-os Awesome; I Fuckin' Shot That! című Beastie Boys koncertfilmet is.
Munkája mellett Yauch megszállott snowboardos és gördeszkás is volt.
2012. május 4-én halt meg rákban.